# Katya Guerra Buitrón
Katya Guerra Buitrón, nombre artístico Katya Buitrón, (Otavalo), provincia de Imbabura, 1972) es una artista plástica y muralista ecuatoriana.

## Trayectoria
Su abuelo materno, Benjamín Buitrón que trabajaba como tallador, y su madre, María Buitrón que era costurera y bordadora, fueron sus inspiraciones para involucrarse en el mundo del arte. Asistió al Colegio Daniel Reyes en Ibarra, donde estudió dos años para mejorar su técnica en grabado y se especializó en pintura. Se licenció en la Universidad Central del Ecuador donde afianzó sus conocimientos en Historia del arte.
Forma parte del colectivo “Los artistas del centro de la Tierra”, una organización creada en 1979 con el objetivo de gestionar y difundir el arte y la cultura. Ha realizado varias exposiciones entre ella; la exposición de pintura y escultura en la Vitrina del Yamor (2018) en la Galería Bambú, que se realizó con el auspicio del Municipio de Otavalo.
En 2015, Buitrón fue parte del AQ Arte Feria Quito. También fue parte de la exposición de Pintura Latinoamericana Contemporáneo (2002) en la Sala de imagen y arte SISA junto a José Bastidas, Jaime Calderón y Jaime Paredes y a los mexicanos Isaac Acosta y Nacho Alfonso.